# ماکسیمیلیان ولزملر
ماکسیمیلیان ولزملر (انگلیسی: Maximilian Welzmüller؛ زادهٔ ۱۰ ژانویهٔ ۱۹۹۰) بازیکن فوتبال اهل آلمان است.
از باشگاه‌هایی که در آن بازی کرده‌است می‌توان به باشگاه فوتبال وی‌اف‌آر آلن اشاره کرد.